# Louis Poirier (médecin)
Pour les articles homonymes, voir Poirier (homonymie) et Louis Poirier (homonymie).
Louis Poirier (1650-1718) est un médecin français, qui eut la charge de Premier médecin du roi à partir de 1715.

## Biographie
Louis Poirier est le fils de Pierre Prégent Poirier, sieur des Bournais, greffier de l'élection, procureur du roi au grenier à sel de Richelieu, et de Mathée Hamelin.

### Études et docteur
Il obtient son doctorat de médecine de la faculté de médecine de Paris en 1676. En 1706-1707 il est doyen de cette même faculté.

### Carrière de médecin
En 1712 il est nommé premier médecin du duc de Bretagne, le futur Louis XV. Il devient Premier médecin du roi en septembre 1715, à la mort de Louis XIV.
Il est conseiller ordinaire du roi en tous ses conseils d'État et privé.
Claude-Jean-Baptiste Dodart lui succède à la charge de premier médecin après son décès brutal, le 30 mars 1718.